# Исак Асен
Исак Асен (на средногръцки: Ἰσαάκιος Ἀσὰν) е византийски аристократ и администратор от XIV век, син на българския цар Иван Асен III.
Исак Асен е син на българския цар Иван Асен III и на византийската принцеса Ирина Палеологина. Датата на раждането му е неизвестна. Подобно на братята си гради кариера в императорския двор на Палеолозите. През 1341 г., когато се явява за първи път в историческите извори, той вече е бил носител на високия сан велик дука. В началото на гражданската война между Йоан Кантакузин и регентите на малолетния Йоан V Палеолог Исак и братята му заемат страната на Анна Савойска и Алексий Апокавк. В знак на благодарност Исак е сред контантинополскиуте аристократи, почетени с високи титли в деня на коронацията на Йоан V за император на 19 ноември 1341 г. – тогава Исак е удостоен с високия сан паниперсеваст. В края на 1344 г. или началото на 1345 г. Исак Асен е изпратен при Сюлейман, сатрапа на Караси във Фригия, от когото да търси подкрепа срещу Йоан Кантакузин. Мисията му не постига успех, тъй като Сюлейман отклонява предложението.
Изключително важна роля Исак Асен изиграва при потушаването на вълненията, обхванали населението в столицата след убийството на Алексий Апокавк на 11 юли 1345 г. Тогава Исак Асен, мистикът Кинам и патриарх Йоан XIV Калека са тримата синерхонти, на които е поверена пълната власт над Константинопол. Въпреки че в науката не е изяснен въпросът каква точно длъжност изпълнява паниперсевастът Исак Асен по това време – дали е бил пръв министър или е заел длъжността месазон – изворите сочат, че заедно с мистика Кинам Исак Асен е изпълнявал първостепенна роля в този своеобразен триумвират, сформиран, за да въдвори ред в столицата и да осъществява управлението ѝ след това. На тази длъжност Исак Асен вероятно се задържа до 1346 г., откогато датира информация за него в приписка към едно четириевангелие, преписано от Георги Гализиотис по поръчка на Исак Асен.
След сключването на примирието от 8 февруари 1347 г. и официалната коронация на Йоан VI Кантакузин Исак Асен вероятно се оттегля от политическата сцена. Умира преди октомври 1351 г., откогато датира една грама на патриарх Калист, издадена по повод на делото, което монахините от манастира „Света Богородица Панагиотиса“ завели срещу наследниците на Исак Асен.
Една епиграма на Мануил Фил е посветена на църква, издигната и изографисана по поръчка на Исак Асен. Поводът за изграждането на тази църква и мястото, на което тя се е намирала, обаче са неизвестни.
Исак Асен се жени два пъти. Първата му съпруга е Теодора Архантлун – дъщеря на Мария Палеологина, извънбрачна дъщеря на Михаил VIII Палеолог, и на татарския вожд Абага-хан. Теодора умира към 1320 г., без да остави деца. От нея Исак наследява правата върху имота на манастира Света Богородица Панагиотиса, основан от майката на Теодора. Той обаче не използва манастирските имоти по предназначение – Исак отнема от манастирското имущество, използва материали от манастира за строеж на собствена къща, завещава манастирските сгради на дъщеря си, а манастирските имоти – на сина си Андроник, и дори ипотекира манастира за 2000 хиперперона. Това става причина срещу него да бъде заведено дело от монахините, по повод на което патриарх Калист издава грама от октомври 1351 г., когато Исак вече е покойник.
След смъртта на Теодора Архантлун Исак се жени повторно за неизвестна жена, което според някои изследователи става по настояване на император Михаил IX. От втората си съпруга Исак Асен има четири деца:
- Андроник Асен – велик примикирий
- Ирина Асенина Филантропина
- Михаил Асен
- Андрей Асен

## Цитирани източници
- Божилов, Иван (1994). Фамилията на Асеневци (1186 – 1460). Генеалогия и просопография. София: БАН, Издателство на БАН „Марин Дринов“, ISBN 954-430-264-6, https://djvu.online/file/dujTvm6kCmbQL
- ((en)) Kubina, Krystina (2013). Manuel Philes and the Asan Family. Two inedited poems and their context in Philes’ œuvre (including editio princeps). – JÖB, Jahrbuch der Österreichischen Byzantinistik. Wien: Österreichische Akademie der Wissenschaften,  177 – 198, doi:10.1553/joeb63s177, ISBN 978-3-7001-7582-7, ISSN 0378-8660, https://www.academia.edu/4048396/Manuel_Philes_and_the_Asan_family_Two_inedited_poems_and_their_context_in_Philes_oeuvre_including_editio_princeps_
- ((en)) Ryder, Edmund. C. (2009). The Despoina of the Mongols and her patronage at the Church of the Theotokos ton Moungoulion. – Journal of Moder Hellenism, 27(2009 – 2010),  71 – 102, ISSN 0743-7749, https://journals.sfu.ca/jmh/index.php/jmh/article/download/260/263/0, посетен на 2 октомври 2021}}